# Гембицкий, Пётр
Пётр Гембицкий (10 октября 1585, Гнезно — 14 июля 1657, Рацибуж) — римско-католический и государственный деятель Речи Посполитой, секретарь великий коронный (с 1633 года), епископ пшемысльский (1635—1642) и краковский (1642—1657), подканцлер коронный (1635—1638), канцлер великий коронный (1638—1643).

## Биография
Представитель польского шляхетского рода Гембицких герба «Наленч». Сын подчашго познанского Яна Гембицкого (ум. 1602) и Катарины Целецкой герба «Заремба». Братья — епископ луцкий Анджей Гембицкий (ум. 1654), епископ хелминский Ян Гембицкий (1602—1675), воевода ленчицкий Стефан Гембицкий (ум. 1653) и каштелян гнезненский Кшиштоф Гембицкий (ум. 1659).
Первоначально учился в Познани, затем в Кракове (1602), а потом последовательно в Вюрцбурге, Риме (1607—1612) и Болоньи.
В 1614 году в Кракове был рукоположён в священники. Сразу после получения рукоположения стал каноником вроцлавским, гнезненским и краковским. Способный священник быстро заинтересовал королевский двор, с 1617 года он работал в канцелярии польского короля Сигизмунда III Вазы.
При королевском дворе находился до 1643 года, исполняя последовательно обязанности секретаря, подканцлера, а с 1638 года — канцлера великого коронного пр дворе короля Владислава IV Вазы. По поручению короля ездил с дипломатическими миссиями в Рим и Вену. Дважды, по просьбе короля, являлся администратором краковской епархии, вначале в 1630 году после смерти епископа Мартина Шишковского, затем, год спустя, после смерти епископа Анджея Липского.
В 1633 году, будучи администратором аббатства Лисогорского, получил от короля Сигизмунда III Вазы назначение на должность аббата. Не исполнял монашеских обетов. В 1633—1636 годах — аббат свентокшинский.
В 1635 году Пётр Гембицкий был назначен епископом пшемысльским. После смерти епископа Якуба Задзика в 1642 году стал епископом краковским. Его ингресс на вавельскую кафедру состоялся 3 мая 1643 года. В том же году он созвал епархиальный синод, под его руководством были разработаны уставы для краковского капитула.
От духовенства Пётр Гембицкий требовал беспрекословного послушания. Для бедных священников он создавал кассы помощи. Он был очень дружен с босыми кармелитами в монастыре в Черне в окрестностях Кшешовице. В 1644 году краковский епископ Пётр Гембицкий совершил визит в Рим. В Кракове он построил и оборудовал епископский дворец. Вавельский кафедральный собор получил от него алтарь в стиле барокко, золотые дароносицу и чашечки. Для него был сделан новый епископский трон, который сохранился до сегодняшнего дня и используется епископами краковскими.
В 1648 году епископ Пётр Гембицкий был избран послом (депутатом) от Краковского воеводства на элекционный сейм, где участвовал в избрании Яна II Казимира Вазы на польский королевский престол. В 1651 году он принимал участие в подавлении крестьянского восстания под руководством Александра Костки-Наперского в Краковском Подгалье.
В начале войны со Швецией (1655) Пётр Гембицкий вместе с краковским капитулом уехал в Спишское староство в Силезии. Он был сторонником избрания на польским трон шведского короля Карла Х Густава при условии, что он примет католичество, гарантирует привилегии духовенства и примет участие в войне против украинских казаков и русских.
71-летний Пётр Гембицкий скончался в 1657 году в Рацибуже в Верхней Силезии. Своё имущество он пожертвовал на благотворительные цели. Похоронен в Вавельском кафедральном соборе, справа от алтаря.